# Soba suza
Soba suza (tal. Stanza delle Lacrime) je mala predsoba unutar Sikstinske kapele u Vatikanu, gdje novoizabrani papa prvi put oblači svoju papinsku odoru.

## Sikstinska kapela
Soba je dobila naziv zbog toga što su brojne pape u njoj plakale nakon svoga izbora.
Soba se nalazi u Vatikanu, lijevo od oltara Sikstinske kapele, i sadrži tri različite veličine papinskih odora (veliku, srednju i malu), koje novi papa može odjenuti. Ove odore obično šivaju krojači iz Gammarellija, koji su službeni papinski krojači. Također sadrži sedam naslaganih bijelih kutija za cipele, za koje se pretpostavlja da sadrže različite veličine papinskih cipela. Osim toga, u sobi se nalaze albe, kazule i ogrtači koje su nosili razni pape tijekom godina, uključujući ogrtač pape Pija VI. i štolu pape Pija VII.

## Povijest
Prema predaji papa Lav XIII. plakao je nakon svog izbora 1878. godine. Nakon što je papinska konklava 1958. godine izabrala papu Ivana XXIII., pogledao se u ogledalo noseći papinsku odoru. Zbog svoje krupne građe, nije pravilno pristajala papi, što ga je navelo da u šali primijeti: "Ovaj čovjek će biti katastrofa na televiziji!". Nakon papinske konklave 2005., navodno je papa Benedikt XVI. ušao u sobu izgledajući uzrujano, ali je izašao vedrijeg raspoloženja.

## U popularnoj kulturi
- Soba se pojavljuje u filmu Ribarske cipele [The Shoes of the Fisherman] iz 1968.
- Soba se pojavljuje u filmu Dva pape iz 2019. godine, prikazujući izmišljeni trenutak u kojem papa Benedikt XVI. i papa Franjo dijele pizzu i piju Fantu.[10]
- Soba se pojavljuje u filmu Conclave iz 2024.